# Nicolae Dașcovici
Nicolae Dașcovici (n. 13 februarie 1888, Calafat – d. 22 februarie 1969, București) a fost un jurist, istoric, profesor universitar, diplomat român și publicist român, membru corespondent (din 1948) al Academiei Române. Acesta a făcut studiile liceale la Liceul „Gh. Lazăr” din București și la Liceul „Massim” din Brăila. A obținut licența la Facultatea de Drept a Universității din București (1912). Doctor în drept al Universității din Paris cu teza  La question du Bosphore et des Dardanelles (1915). Secretar general al Ministerului Educației Naționale (1938-1939). Membru al delegației României la O.N.U. Profesor agregat (1923-1926) și profesor titular (1926-1946) la catedra de Drept internațional a Universității din Iași. Acesta a fost delegat la Conferința pentru codificarea dreptului internațional (Haga, 1930); delegat la Conferința pentru unificarea dreptului fluvial (Geneva, 1930); membru în Consiliul de administrație al regiei P.C.A. (1930-1934). A fost redactor la Tribuna Dobrogei din Constanța la 1905.  A colaborat la diferite mari cotidiene. A fost director al ziarelor Dacia și Argus și corespondent al ziarelor Il Restodel Carlino din Bologna-Italia și Messager Polonais din Varșovia. Membru al Colegiului Tribunalului Suprem
și șef de sector la Institutul de Cercetări Juridice. Nicolae Dașcovici a fost deputat în Marea Adunare Națională.
Dașcovici a fost membru al mai multor societăți științifice românești și internaționale: Institutul Social Român, Liga Navală Română, The Econometric Society (Colorado Springs), Royal Economic Society (Londra), Office permanent de documentation juridique internationale (Haga). Membru corespondent al Academiei Române (1 iunie 1948). Decorat cu Steaua României cu spade și Crucea de Război cu bareta „Mărășești”.

## Opera
- La Question du Bosphore et des Dardanelles (Geneva, 1915);
- Revocabilitatea actelor juridice (1919);
- Principiul naționalităților și Societăților Națiunilor (1922);
- Controlul profesional al ziaristului (1924);
- Politica comercială a Dunării (1926);
- Curs de drept constituțional și administrativ (1934);
- Curs de drept internațional public (1934-1935);
- Separația politicului de economic (1934).